# 7329 Bettadotto
7329 Bettadotto este un asteroid din centura principală de asteroizi.

## Descriere
7329 Bettadotto este un asteroid din centura principală de asteroizi. A fost descoperit pe 14 aprilie 1985 la Stația Anderson Mesa de Edward L. G. Bowell. El prezintă o orbită caracterizată de o semiaxă mare de 2,68 ua, o excentricitate de 0,11 și o înclinație de 12,4° în raport cu ecliptica.